# VP9
VP9はGoogleが開発しているオープンでロイヤリティフリーな動画圧縮コーデックであり、VP8の後継である。コンテナとしてはWebMなどを使う。
開発は2011年第3四半期に始まった。VP9の開発目標は、同じ画質でVP8の半分のビットレートにすることと、H.265よりも効率の良いコーデックにすることであった。

## 採用
Google Chrome 29、Microsoft Edge14、Mozilla Firefox 28、Opera 16、Android 4.4、Safari 14にデコーダーが搭載されている。libvpxは1.3.0以降で扱える。FFmpegなどの各種動画を扱うツールもエンコード・デコードできる。
YouTubeがVP9を採用し、2017年には4K解像度での提供にH.264をやめ、VP9のみに絞ったため、非対応のApple標準のブラウザ、Safariにはそうした解像度は提供されなくなっていたが、Apple T2（macOS Big Sur以降）またはApple M1を搭載するMacに限り、Safariでも対応するようになった。また、2016年に登場したIntelプロセッサ、Apollo Lakeまでに、NVIDIA GeForceは一部の900番台から、AMD RadeonはRX 5X00から、VP9のハードウェア・デコードに対応してきており、CPU･GPUに過大な負荷をかけることなく再生できるようになっている。

## 技術
VP8と比較して、VP9は仕様面で改善している。64x64ピクセルのスーパーブロックが採用されている。スーパーブロックでは四分木コーディングが採用されている。
Rec. 601、Rec. 709、SMPTE-170、SMPTE-240、sRGBの色空間を扱える。

### プロファイル
VP9 はプロファイル0とプロファイル1がある。プロファイル0はYUV420を扱える。プロファイル1ではYUV422、YUV444、αチャンネル、深度チャンネルなどを扱える。libvpx 1.4.0からは10ビット、12ビット色深度も扱える。

## 特許
Googleと特許ライセンス管理団体MPEG-LA間で、ビデオ圧縮に関する特許についてライセンス合意し、VP9で使われている技術をサブライセンスする権限がGoogleに付与されている。

### 特許クレーム
2019年3月、ルクセンブルクを拠点とするSisvelは、VP9とAV1に対する特許プールの情報を発表した。特許プールのメンバーには、JVCケンウッド、NTT、Orange S.A.、Philips、東芝などが含まれ、 どの企業もAVC、DASH、HEVCのいずれかの特許プール向けのMPEG-LAへの特許をライセンスしている企業である。クレームが行われた特許の一覧は2020年3月10日に初めて公開された。一覧には、650件以上の特許が含まれている。
Sisvelが提示した価格は、ディスプレイデバイスごとに0.24ユーロ、VP9を使用しているディスプレイなしデバイスごと0.08ユーロである。ただし、エンコードされたコンテンツに対する特許のロイヤリティは求めていない。しかし、Sisvelのライセンスはソフトウェアに対しても免除されない。
Googleは特許プールを認識しているが、VP9またはAV1の現在または今後の使用計画を変更する予定はない。

## VP10
Googleはさらなる圧縮効率を望み、VP10を開発していた。しかし、2016年に公開されたAV1（AOMedia Video 1）に組み込まれた。AV1には、AMD、ARM、インテル、NVIDIAなどのチップセット開発者、アドビ、Amazon、シスコ、Netflix、YouTubeなどストリーミングサービスの開発者などが参加している。

### 後継：VP10からAV1へ
2014年9月12日、GoogleはVP10のデプロイが開始されたこと、VP10のリリースの18ヶ月後にビデオフォーマットをリリースを計画していることを発表した。2015年8月、GoogleはVP10向けのコードを公開し始めた。
しかし、GoogleはVP10をAV1（AOMedia Video 1）に取り込むことを決定した。AV1コーデックはVP10、Daala（Xiph/Mozilla）、Thor（Cisco）からの技術の組み合わせをもとに開発された。そして、Googleは、VP10を社内でも公式にもリリースしないことを発表した。その結果、VP9がGoogleがリリースしたVPxベースの最後のコーデックとなった。

## VP9の現状
VP9の仕様書は、2016年3月31日のv0.6を最後に更新されておらず、未完成のままであるが、2021年現在、YouTubeをはじめ様々な場所で使われている。GoogleがAV1（AOMedia Video 1）の開発にすでに移行しているということである。ライブラリのlibvpxは、Gitリポジトリとそのスナップショットが公開されており、2020年3月現在でもメンテナンスが続いている。

## 参照
1. ↑  “VP9 Video Codec Summary”. WebM Project (Google) 2013年7月4日閲覧。
2. ↑  Lou Quillio (2013年7月1日). “VP9 Lands in Chrome Dev Channel”. WebM Project (Google) 2013年7月4日閲覧。
3. 1 2  libvpx/CHANGELOG at master · webmproject/libvpx
4. ↑  “VP-Next Overview and Progress Update” (PDF). WebM Project (Google) 2012年12月29日閲覧。
5. 1 2  Adrian Grange. “Overview of VP-Next” (PDF). Internet Engineering Task Force 2012年12月29日閲覧。
6. ↑  “Next Gen Open Video (NGOV) Requirements” (PDF). WebM Project (Google) 2012年12月29日閲覧。
7. ↑  “Apple Safari、YouTubeの4K動画再生非対応に。YouTube、4K VP9エンコードのみに切り替え -”.   PRONEWS (2017年2月6日). 2017年9月7日閲覧。
8. ↑  macOS Catalina以前はGoogle ChromeなどのVP9対応のブラウザからは閲覧可能。iOSやiPadOSはWebkitの制約上、サードパーティーのブラウザを導入しても閲覧できない。
9. 1 2  Draft VP9 Bitstream and Decoding Process Specification
10. ↑  “グーグル、MPEG LAと「VP8」ビデオコーデックで合意”. CNET Japan (2013年3月8日). 2019年2月22日閲覧。
11. 1 2  Ozer, Jan (2019年3月28日). “Sisvel Announces Patent Pools for VP9 and AV1”. Stream Learning Center. 2019年4月4日閲覧。
12. ↑  Cluff, Phil (2019年3月28日). “Did Sisvel just catch AOM with their patents down?”. Mux.com. 2019年4月4日閲覧。
13. ↑  Ozer, Jan (2019年3月28日). “No Content Royalties in Sisvel VP9/AV1 Patent Pools”. Streaming Media.   Information Today Inc. 2019年4月4日閲覧。
14. ↑  “Frequently Asked Questions” (英語). The WebM Project. 2021年4月15日閲覧。
15. ↑  Steven Zimmerman (2017年5月15日). “Google’s Royalty-Free Answer to HEVC: A Look at AV1 and the Future of Video Codecs”.   XDA-Developers. 2017年11月1日閲覧。
16. ↑  WebM Repositories